# Espectacle dramàtic

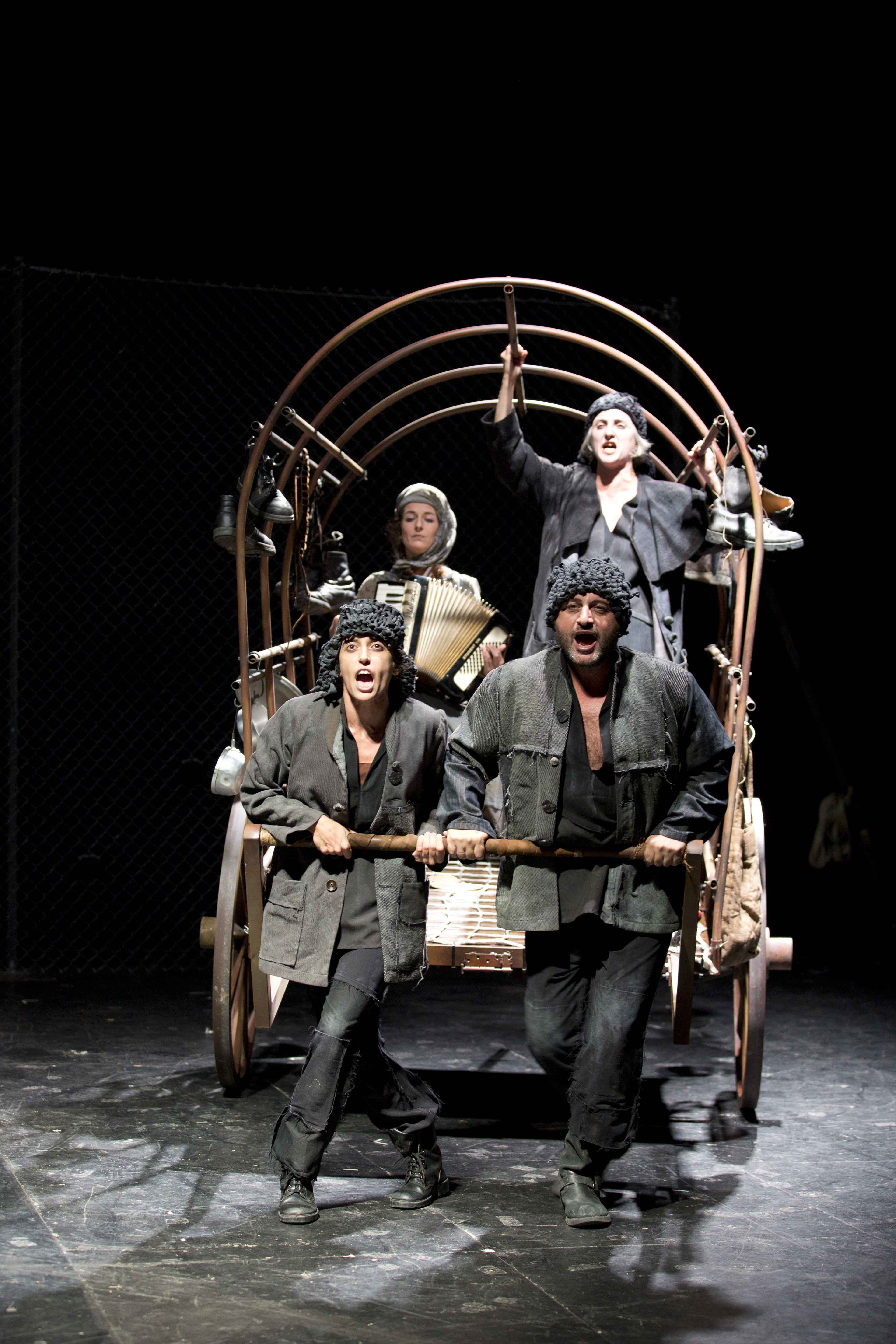
Espectacle teatral

Un espectacle dramàtic és l'objecte creatiu central del procés de comunicació dramàtica a les arts escèniques. Consisteix a una presentació davant d'un auditori d'una ficció amb una finalitat, executada per uns intèrprets que aporten el seu propi cos i amb un conjunt heterogeni d'elements escènics. La finalitat pot ser per exemple estètica, didàctica, de sensibilització o d'entreteniment.
Els intèrprets aporten a l'obra o espectacle el seu propi cos, i mitjançant ell la seva veu, gest i moviment. També hi intervenen, en el cas general, un conjunt heterogeni d'elements escènics: il·luminació, música, efectes sonors, projeccions, escenografia, accessoris (attrezzo, titelles i altres objectes), vestuari, perruqueria, maquillatge i màscares.
L'espectacle a les arts escèniques es diferencia de les obres d'altres tipus d'arts en què hi ha almenys un intèrpret humà que hi participa en carn i os i un destinatari col·lectiu humà que físicament és present en el moment de la transmissió comunicativa.